# FC Basel
Câu lạc bộ bóng đá Basel 1893 (Fussball Club Basel 1893), được biết đến rộng rãi với tên gọi FC Basel, FCB, hoặc chỉ là Basel, là một câu lạc bộ bóng đá của Thụy Sĩ có trụ sở tại Basel. Được thành lập vào năm 1893, câu lạc bộ đã vô địch giải vô địch quốc gia Thụy Sĩ 20 lần, vô địch Cúp bóng đá Thụy Sĩ 12 lần, và vô địch Cúp Liên đoàn bóng đá Thụy Sĩ 1 lần.
Basel tham dự đấu trường châu Âu mọi mùa giải kể từ mùa 1999–2000. Họ lọt vào vòng bảng Champions League nhiều lần hơn bất cứ câu lạc bộ Thụy Sĩ khác.
Kể từ năm 2001, câu lạc bộ chơi các trận sân nhà tại St. Jakob-Park, được xây dựng trên vị trí của sân nhà trước đây của họ, Sân vận động St. Jakob. Màu áo sân nhà của họ là màu đỏ và xanh lam.

## Cầu thủ

#### Đội hình hiện tại
Tính đến 7 tháng 9 năm 2023
Ghi chú: Quốc kỳ chỉ đội tuyển quốc gia được xác định rõ trong điều lệ tư cách FIFA. Các cầu thủ có thể giữ hơn một quốc tịch ngoài FIFA.
| Số | VT | Quốc gia    | Cầu thủ                               |
| -- | -- | ----------- | ------------------------------------- |
| 1  | TM | Thụy Sĩ     | Marwin Hitz                           |
| 4  | HV | Tây Ban Nha | Arnau Comas                           |
| 5  | HV | Thụy Sĩ     | Michael Lang                          |
| 6  | HV | Tunisia     | Mohamed Dräger                        |
| 8  | TV | Bỉ          | Jonathan Dubasin                      |
| 9  | TĐ | Pháp        | Thierno Barry                         |
| 10 | TĐ | Pháp        | Jean-Kévin Augustin                   |
| 11 | TĐ | Đức         | Maurice Malone                        |
| 13 | TM | Thụy Sĩ     | Mirko Salvi                           |
| 16 | TM | Thụy Sĩ     | Nils de Mol                           |
| 17 | TĐ | Thụy Sĩ     | Andrin Hunziker                       |
| 19 | TV | Áo          | Yusuf Demir (cho mượn từ Galatasaray) |
| 20 | TV | Thụy Sĩ     | Fabian Frei (đội trưởng)              |
| 21 | TV | Gruzia      | Gabriel Sigua                         |
| 22 | HV | Đức         | Sergio López                          |

| Số | VT | Quốc gia             | Cầu thủ                                 |
| -- | -- | -------------------- | --------------------------------------- |
| 25 | HV | Hà Lan               | Finn van Breemen                        |
| 26 | HV | Bosna và Hercegovina | Adrian Leon Barišić                     |
| 27 | HV | Thụy Sĩ              | Kevin Rüegg (cho mượn từ Hellas Verona) |
| 28 | HV | Pháp                 | Hugo Vogel                              |
| 29 | TV | Đức                  | Adriano Onyegbule                       |
| 30 | TV | Đức                  | Anton Kade                              |
| 31 | TV | Thụy Sĩ              | Dominik Schmid                          |
| 32 | HV | Ghana                | Jonas Adjetey                           |
| 33 | TV | Argentina            | Juan Gauto                              |
| 34 | TV | Albania              | Taulant Xhaka (đội phó)                 |
| 37 | TV | Thụy Sĩ              | Leon Avdullahu                          |
| 38 | TĐ | Pháp                 | Axel Kayombo                            |
| 39 | TĐ | Thụy Sĩ              | Junior Zé                               |
| 40 | TV | Bồ Đào Nha           | Renato Veiga                            |
| 99 | TĐ | Serbia               | Đorđe Jovanović                         |

#### Cho mượn
Ghi chú: Quốc kỳ chỉ đội tuyển quốc gia được xác định rõ trong điều lệ tư cách FIFA. Các cầu thủ có thể giữ hơn một quốc tịch ngoài FIFA.
| Số | VT | Quốc gia | Cầu thủ |
| -- | -- | -------- | ------- |